# Hystrichonychus gracilipes
Hystrichonychus gracilipes är en spindeldjursart som först beskrevs av Banks 1900.  Hystrichonychus gracilipes ingår i släktet Hystrichonychus och familjen Tetranychidae. Inga underarter finns listade i Catalogue of Life.